# Боснійська криза

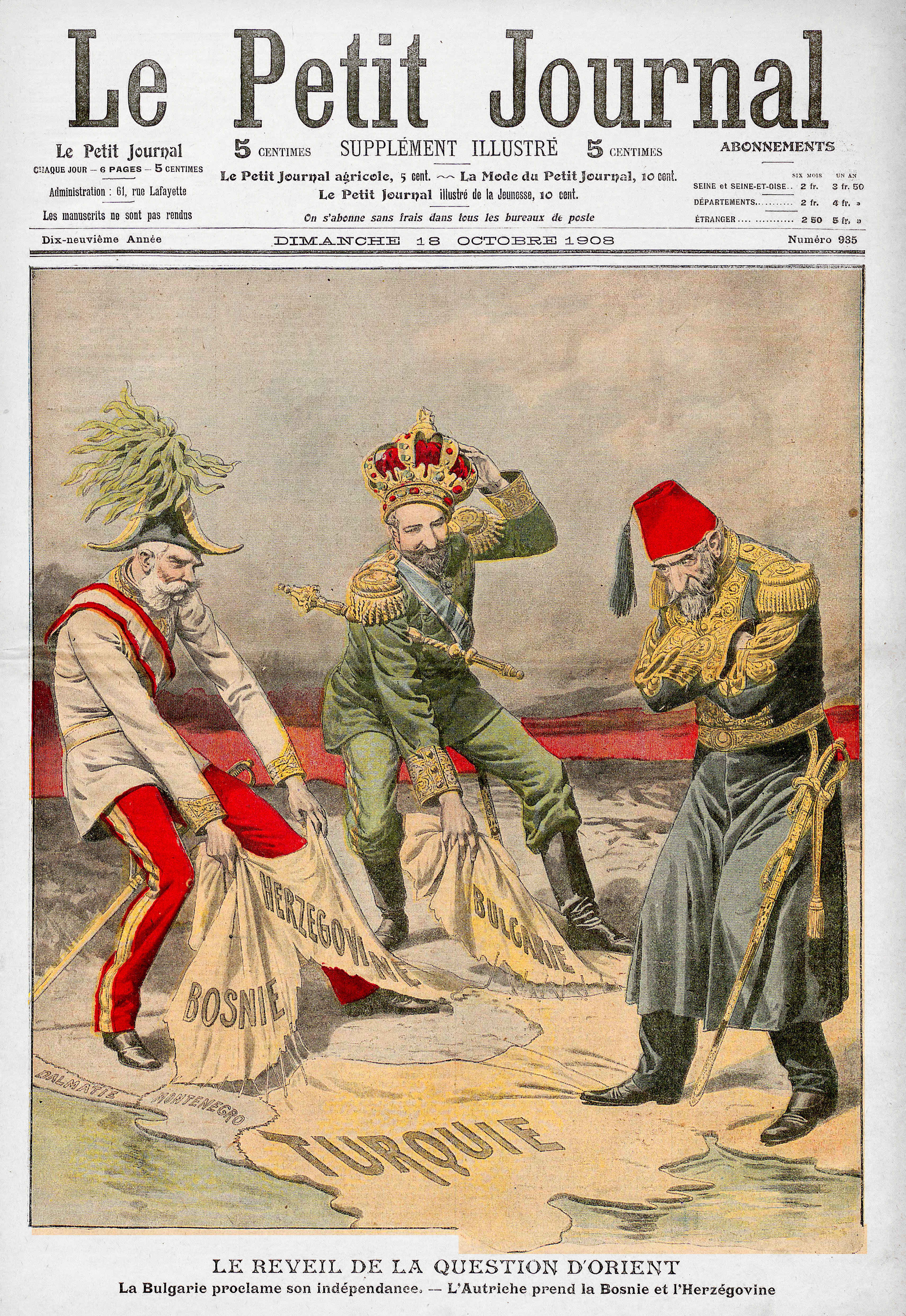
Обкладинка французького періодичного видання Le Petit Journal про Боснійську кризу: князь Фердинанд Болгарський проголошує незалежність і проголошується царем, а австрійський імператор Франц Йосиф анексує Боснію та Герцеговину, а османський султан Абдул-Гамід II стежить за цим.

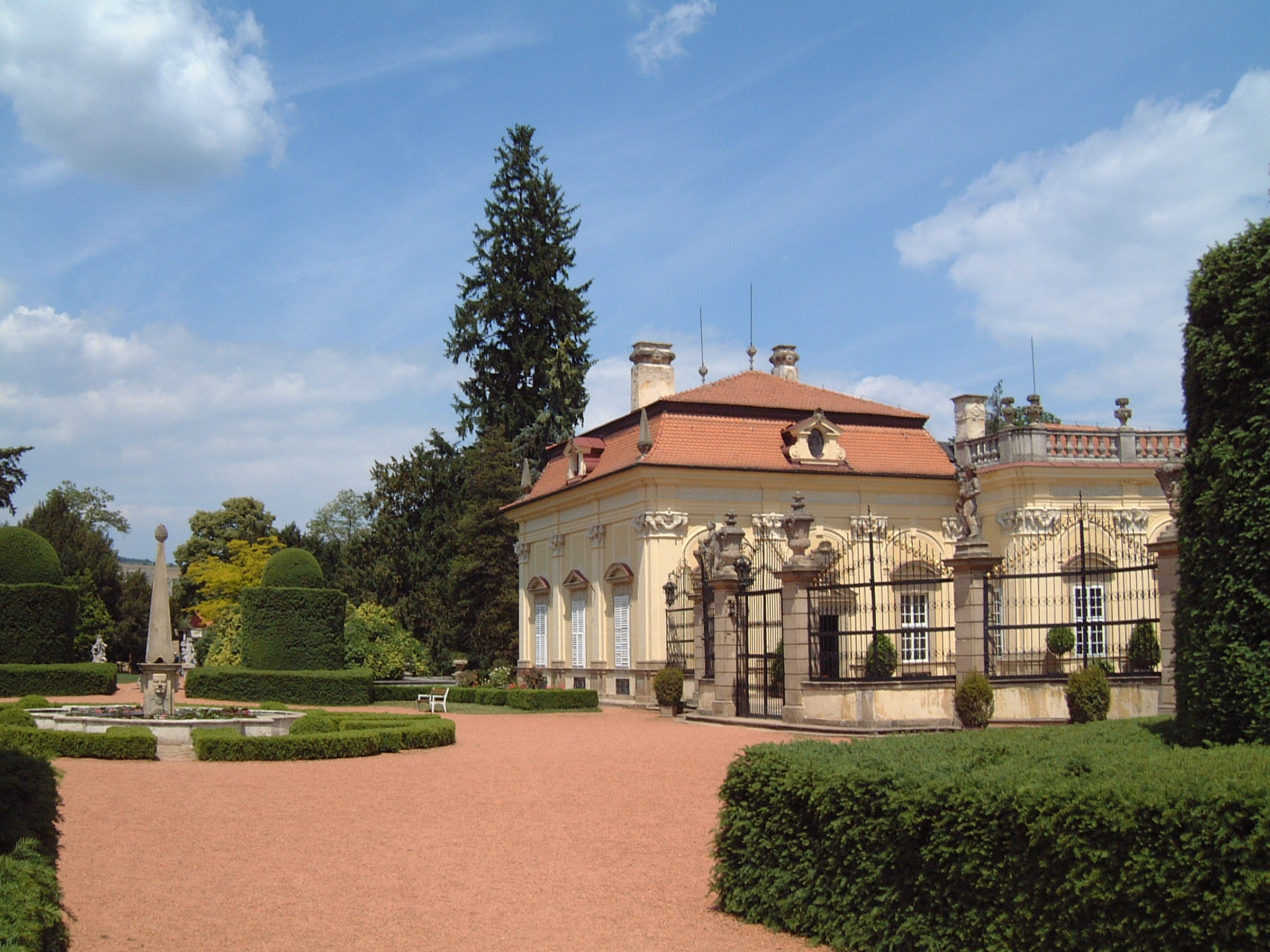
Замок в Бухлау, де підписано угоду 1908 р.

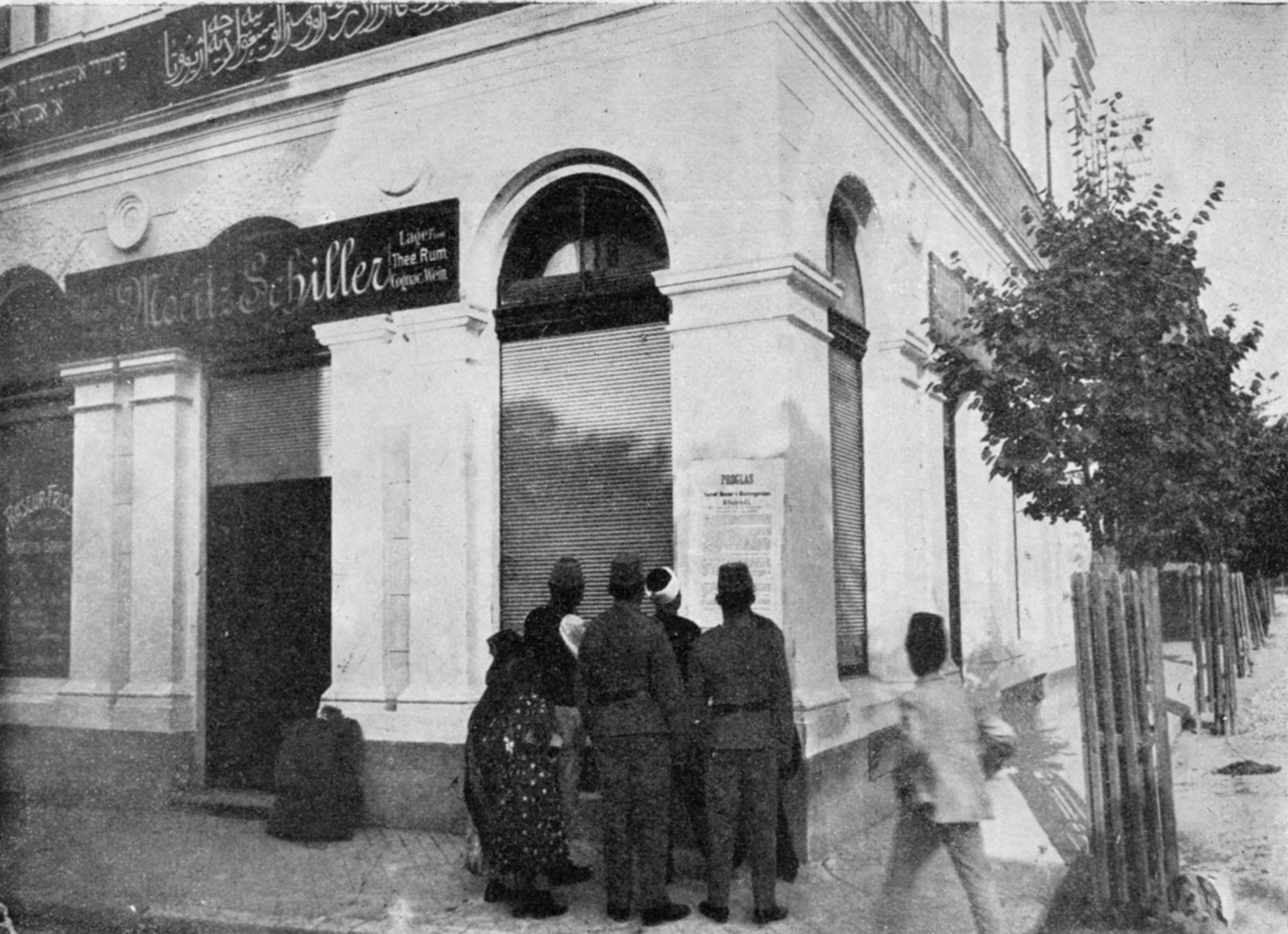
Мешканці Сараєва читають плакат із проголошенням анексії на місці, де стояв Гаврило Принцип 1908.

Боснійська криза, також відома як Анексійна криза (нім. Bosnische Annexionskrise, тур. Bosna Krizi; сербохорв. Анексиона криза, трансліт. Aneksiona kriza) — міжнародний конфлікт, викликаний анексією 7 жовтня 1908 р. Австро-Угорщиною Боснії і Герцеговини — на той час провінції, населеної сербами і хорватами і що знаходилась під окупацією Австро-Угорщини на підставі рішень Берлінського конгресу 1878. Захопленням цих провінцій, які залишилися до жовтня 1908 р. під номінальним суверенітетом турецького султана, правлячі кола Австро-Угорщини прагнули завдати удару по зростаючому національно-визвольному руху південнослов'янських народів монархії Габсбургів.
Боснійській кризі передувала домовленість, досягнута 16 вересня 1908 в Бухлау (Австро-Угорщина) між міністрами закордонних справ Росії (О. П. Ізвольський) та Австро-Угорщини (А. Еренталь), на основі якої царський уряд обіцяв не заперечувати проти анексії Австро-Угорщиною Боснії і Герцеговини в обмін на підтримку висунутого Росією плану відкриття чорноморських проток для проходу російських військових кораблів.
Османська імперія, після безуспішного протесту проти анексії, за угодою з Австро-Угорщиною від 26 лютого 1909 р. відмовилася від свого суверенітету над Боснією та Герцеговиною за компенсацію в 2,5 млн фунтів стерлінгів і очищення австрійськими військами Новопазарського санджаку. Сербія, яка розглядала Боснію і Герцеговину як частину майбутньої югославської держави, різко протестувала проти анексії, сподіваючись в першу чергу на допомогу Росії. Царський уряд, що не зумів через протидію Англії та Франції здійснити операцію в Бухлау в частині, що стосується проток, висловлював крайнє невдоволення односторонніми діями Австро-Угорщини.
Однак Росія, ослаблена в результаті поразки в Російсько-японській війні 1904—1905, прагнула врегулювати Боснійську кризу дипломатичним шляхом. З цією метою царський уряд зажадав скликання конференції держав, що приєднались до Берлінського трактату 1878 р.
22 березня 1909 р. в обстановці військових приготувань Австро-Угорщини німецький уряд, який виступав в її підтримку, в ультимативній формі зажадав від російського уряду негайного визнання анексії Боснії і Герцеговини, давши зрозуміти при цьому, що негативна відповідь поведе до нападу Австро-Угорщини на Сербію. Царський уряд був змушений в той же день прийняти вимогу Німеччини. 31 березня 1909 уряд Сербії також заявив про визнання анексії Боснії та Герцеговини і про припинення антиавстрійської агітації всередині країни. У квітні 1909 анексія була визнана Англією та Францією.
Боснійська криза призвела не тільки до загострення відносин між Австро-Угорщиною та Сербією, але і до поглиблення протиріч між Антантою і Троїстим союзом, ставши одним з етапів на шляху до Першої світової війни.